# Twicetagram
Twicetagram ist das erste Studioalbum der südkoreanischen Girlgroup Twice. Es wurde am 30. Oktober 2017 veröffentlicht. Der Name Twicetagram ist eine Anspielung auf den Instagram-Account der Gruppe, der den gleichen Namen trägt. Die Single Likey, die am selben Tag veröffentlicht wurde, behandelt inhaltlich das Thema soziale Medien. Likey wurde von Black Eyed Pilseung komponiert, die bereits für frühere Hits wie Cheer Up oder TT verantwortlich waren.
Twicetagram wurde am 11. Dezember 2017 unter dem Namen Merry & Happy wiederveröffentlicht.

## Hintergrund
Ende September 2017 gab JYP Entertainment bekannt, dass Twice im Oktober ein Comeback machen würden. Ein genaues Datum war zu diesem Zeitpunkt allerdings noch nicht festgelegt. Zuvor war die Gruppe bereits nach Kanada gereist, um ein Musikvideo für die Singleauskopplung des Albums zu drehen. Auf einem Fantreffen am 15. Oktober wurde als Datum für die Veröffentlichung der 30. Oktober bekannt gegeben. Außerdem wurde mitgeteilt, dass der Name des Albums Twicetagram und der der Single Likey sein würde. An den folgenden Tagen wurden Teaser zum Album in Form von Bildern und Ausschnitten von Liedern des Albums veröffentlicht.
Neben einigen bekannten Komponisten, die schon an früheren Produktionen von Twice beteiligt waren, sind auf dem Album auch selbstgeschriebene Texte einiger Mitglieder der Gruppe zu hören. Der Titel Look at Me wurde vom ehemaligen Wonder-Girls-Mitglied Hyerim mit komponiert.
Produziert wurde das Album von Park Jin-young, dem Gründer von JYP Entertainment, sowie von Black Eyed Pilseung und Jeon Gun.
Twicetagram erschien am 30. Oktober 2017 zum Download. Die physische Ausgabe des Albums war ab dem 31. Oktober erhältlich.

## Titelliste
| Nr.          | Titel                              | Text                          | Musik                                      | Länge |
| ------------ | ---------------------------------- | ----------------------------- | ------------------------------------------ | ----- |
| 1.           | Likey                              | Black Eyed Pilseung, Jeon Gun | Black Eyed Pilseung, Jeon Gun              | 3:28  |
| 2.           | Turtle (거북이)                    | Jeong Ho-hyun                 | Jeong Ho-hyun                              | 3:18  |
| 3.           | Missing U                          | earattack, Dahyun, Chaeyoung  | earattack                                  | 3:00  |
| 4.           | Wow                                | Mafly, Ponde, Lee Mi-so, Kako | Pop Time, Kriz                             | 3:01  |
| 5.           | FFW                                | Kiggen, Assbrass              | Reign Write, NAOtheLAIZA                   | 3:46  |
| 6.           | Ding Dong                          | Jowul                         | Risto Asikainen, Antti Hynninen            | 3:32  |
| 7.           | 24/7                               | Nayeon, Jihyo                 | Daniel Caesar, Ludwig Lindell, Cazzi Opeia | 3:36  |
| 8.           | Look at Me (날 바라바라봐)         | Frants, Hyerim                | Frants, Hyerim                             | 3:13  |
| 9.           | Rollin                             | earattack, Yooki              | earattack, Fox Stevenson                   | 3:11  |
| 10.          | Love Line                          | Jeongyeon                     | Darren Smith, Tammy Infusino               | 3:17  |
| 11.          | Don't Give Up (힘내!)              | Chaeyoung                     | Chris Wahle, Thomas Harsem, Andreas Ohrn   | 2:58  |
| 12.          | You in My Heart (널 내게 담아)     | Jeong Ho-hyun, Choi Hyun-jun  | Jeong Ho-hyun, Choi Hyun-jun               | 3:29  |
| 13.          | Jaljayo Good Night (잘자요 굿나잇) | Kevin Oppa (mr. cho)          | Kevin Oppa                                 | 4:23  |
| Gesamtlänge: | Gesamtlänge:                       | Gesamtlänge:                  | Gesamtlänge:                               | 44:12 |

## Chartplatzierungen
Twicetagram stieg in Südkorea auf Platz 1 in die Gaon Charts ein und war damit das vierte Album der Gruppe in Folge, dass die Spitzenposition erreichen konnte. In den Gaon Jahrescharts erreichte das Album Rang 12.
Auch international war Twicetagram erfolgreich. So belegten zum Beispiel im November 2017 das Album und die Single Likey in den Billboard World Album Charts und den World Digital Song Sales Charts Platz 1. Twice war damit die erste weibliche K-Pop-Gruppe die in beiden Charts gleichzeitig auf Platz 1 stand. Bisher war das nur der Boygroup BTS gelungen.
| ChartsChartplatzierungen | Höchstplatzierung | Wochen |
| ------------------------ | ----------------- | ------ |
| Japan (Oricon)           | 7 (9 Wo.)         | 9      |
| Südkorea (KMCA)          | 1 (103 Wo.)       | 103    |

| ChartsJahrescharts (2017) | Platzierung |
| ------------------------- | ----------- |
| Südkorea (KMCA)           | 12          |

| ChartsJahrescharts (2018) | Platzierung |
| ------------------------- | ----------- |
| Japan (Oricon)            | 63          |

## Auszeichnungen
2018: Golden Disk Awards
- Disk Bonsang
- Ceci Asia ICon Award